# Ђорђе Вучетић
Ђорђе Вучетић Деда (Земун, 1835 — непознато) био је српски драмски глумац.

## Каријера
Рођен је у Земуну, редовно школовање је напустио због сиромаштва, али се образовао самостално. Говорио је грчки и немачки језик. Као слогословач радио је осам година у Сопроновој печатњи у Земуну. Када је земунски ђакон Јован Јовановић 1860. основао аматерску позоришну дружину ступио је у њу.
У Српско народно позориште је примљен 16. новембра 1862. године, за време гостовања СНП у Сремским Карловцима, и у њему је (са платом од 30 форината) остао до 15. марта 1864. године, када се, жудећи да живи у Србији а не у Аустроугарској, прикључио путујућем позоришту Адама Мандровића, чији рад није дуго потрајао па је покушао да се врати у Српско народно позориште, где више није било места за њега.
Након тога, запослио се у уредништву „Данице“ и „Напретка“ (од 1865. до 1867). Потом је прешао у Државну штампарију у Београду и нудио се Народном позоришту у Београду 1868. године. Примљен је само привремено за реквизитара и тумача епизодних улога, да би се 1869. још једном безуспешно понудио овом театру и тада му се губи траг. Од младости је играо старачке улоге (отуда и надимак „Деда“), умео је да чита ноте и певао је у хору у свим представама са певањем.

## Улоге
- Жарко (Смрт краља Дечанског)[8]
- Бирташ (Опклада)
- xxx (Владислав, краљ бугарски)
- Дервиш (Ајдук Вељко)
- Опорчић (Немања)
- Сенатор (алтернација) (Ајдук Вељко)
- Слуга (Доктор Робин)